# 2017年の欧州連合
2017年の欧州連合 （2017ねんのおうしゅうれんごう）では、2017年の欧州連合（EU）に関する出来事について記述する。

## 代表者等
- 欧州理事会議長
  - 第2代:  ドナルド・トゥスク （2014年12月1日 - ）
- 欧州議会議長
  - 第29・30代:  マルティン・シュルツ （2012年1月17日 - 2017年1月17日）
  - 第31代:  アントニオ・タイヤーニ （2017年1月17日 - ）
- 欧州委員会委員長
  - 第12代:  ジャン＝クロード・ユンケル （2014年11月1日 - ）
- 欧州連合外務・安全保障政策上級代表
  - 第4代:  フェデリカ・モゲリーニ （2014年11月1日 - ）

## できごと

### 1月
- 1月1日
  - 2017年中の一年間、欧州文化首都はキプロスのパフォスとデンマークのオーフスに。
  - マルタ、欧州連合理事会議長国に初めて就任。任期は、2017年6月30日まで[1]。

### 3月
- 3月29日 - イギリスのテリーザ・メイ首相、欧州理事会に対し欧州連合離脱を正式に通告。欧州連合条約第50条による離脱手続開始（詳細は「イギリスの欧州連合離脱」参照）[2]。

### 7月
- 7月1日 - エストニア、欧州連合理事会議長国に初めて就任。任期は、2017年12月31日まで[3]。